# تشارلز براون (لاعب كرة قدم أمريكية)
تشارلز براون (بالإنجليزية: Charles Brown)‏ هو لاعب كرة قدم أمريكية أمريكي، ولد في 10 أبريل 1987 في تشينو هيلس في الولايات المتحدة.

## وصلات خارجية
- تشارلز براون على موقع مرجع كرة القدم المحترفة.كوم (الإنجليزية)